# Heeresgruppe Nord
Heeresgruppe Nord var betegnelsen på en tysk armégruppe underlagt Oberkommando des Heeres (OKH – den tyske generalstab) under 2. verdenskrig. Heeresgruppe Nord koordinerede de operationer, som skulle udføres af de tilknyttede arméer, reservestyrker, hjælpeenheder og forsyningstropper. Luftwaffes 1. luftflåde var tilknyttet Heeresgruppe Nord på Østfronten, og Kriegsmarine udførte kystbombardementer og evakueringer fra Østersøen. Finland samarbejdede med Heeresgruppe Nord fra juni 1941 til september 1944. 

## Etablering
Heeresgruppe Nord blev etableret den 2. september 1939 ved reorganisering af 2. Armees hovedkvarter. Den øverstkommanderende var pr. 27. august 1939 feltmarskal Fedor von Bock.

## Kampagner og operativ historie

### Felttoget i Polen
Heeresgruppe Nord blev først indsat i forbindelse med invasionen af Polen i september 1939. Ved felttogets start omfattede den: 
- 3. Armee
- 4. Armee
- en reserve bestående af fire divisioner 
  - 10. Panzerdivision
  - 73. Infanteriedivision
  - 206. Infanteriedivision
  - 208. Infanteriedivision

Efter afslutningen af Felttoget i Polen blev den overført til Vestfronten, og den 10. oktober 1939 blev den omdøbt til Heeresgruppe B, og bestod af: 
- 6. Armee
- 4. Armee

### Operation Barbarossa
Som forberedelse til Operation Barbarossa blev Heeresgruppe Nord genskabt på grundlag af Heeresgruppe C den 22. juni 1941. 
Heeresgruppe Nord kom under kommando af feltmarskal Wilhelm Ritter von Leeb og blev opstillet i Østpreussen. Dens strategiske mål var erobringen af Leningrad, og dens operationelle mål var de baltiske lande og sikring af nordflanken for Heeresgruppe Mitte i det nordlige Rusland mellem Vestlige Dvina og Daugavpils-Kholm, som udgjorde grænsen mellem Heeresgruppe Nord og Heeresgruppe Mitte. Ved indledningen af Wehrmachts offensive operationer i Baltikum rykkede armégruppen ind i Litauen og det nordlige Hviderusland. Armégruppen var herefter fortrinsvis indsat i de Baltiske lande og det nordlige Rusland indtil 1944. 
De til armégruppen hørende arméer blev indsat med de følgende umiddelbare mål: 
- 18. Armee – fra Königsberg til Ventspils – Jelgava
- 4. Panzerarmee – Pskov
- 16. Armee – Kaunas, Daugavpils
- Heeresgrupppe-enheder
  - Fernmelderegiment 537
  - Fernmelderegiment 639 (2. række)

#### Den baltiske offensiv
Alle operationelle mål, herunder erobringen af Tallinn blev gennemført trods kraftig modstand fra den Røde Hær og adskillige modoffensiver, der mislykkedes, såsom Slaget om Raseiniai. Armégruppen nåede til Leningrad, hvor den indledte Belejringen af Leningrad. Hvor de baltiske lande var blevet løbet over ende, viste det sig ikke muligt at erobre Leningrad, men belejringen fortsatte ind til foråret, hvor armégruppen blev kastet tilbage i Leningrad-Novgorod offensiven.
I september 1941 blev División Azul med 'frivillige' spanske tropper tildelt Heeresgruppe Nord.

#### Det nordlige Rusland-offensiv
Sammensætning:

Oktober 1941 
- 16 Armee
- 18 Armee

Nevskij Pjatatjok

Operation Nordlicht

### Defensiv kampagne i det nordlige Rusland
Øverstkommanderende fra 17. januar 1942: Feltmarskal Georg von Küchler
Sammensætning:

September 1942
- 11 Armee
- 16 Armee
- 18 Armee

December 1942
- 16 Armee
- 18 Armee

Demjanskkedlen

Den sovjetiske Toropets-Kholm Operation

Slaget ved Velikije Luki

Slaget ved Krasnij Bor

### Baltiske forsvarskampagne
Øverstkommanderende fra 9. januar 1944: Feltmarskal Walter Model

Øverstkommanderende fra 31. marts 1944: Generaloberst Georg Lindemann

Øverstkommanderende fra 4. juli 1944: Generaloberst Johannes Frießner

Øverstkommanderende fra 23. juli 1944: Feltmarskal Ferdinand Schörner
Marts 1944
- Armé-afdeling Narva
- 16 Armee
- 18 Armee

Slaget om Narva, bestående af:
1. Slaget om Narva brohovedet og
2. Slaget om Tannenberg Linjen

Slaget ved Emajõgi

Sovjetiske Baltiske offensiv

Slaget ved Porkuni

Slaget ved Vilnius (1944)

Slaget ved Memel

Efter at være blevet fanget i Kurlandskedlen efter den 25. januar 1945 blev armégruppen omdøbt til Heeresgruppe Kurland. Samme dag blev der i Østpreussen oprettet en ny Heeresgruppe Nord, ved at Heeresgruppe Mitte kom til at hedde Heeresgruppe Nord. Den 2. april 1945 blev den opløst, og staben dannede hovedkvarter for 12. arme. 

### Kampagnen i Østpreussen
Heeresgruppe Nord, den gamle Heeresgruppe Mitte, blev drevet tilbage til en stadig mindre lomme under Slaget om Königsberg i Østpreussen. Den 9. april 1945 faldt Königsberg til den Røde hær, om end mindre styrker fortsatte med at gøre modstand på Heiligenbeil og i Danzig-brohovedet ind til krigens slutning. 

Oktober 1944
- 16 Armee
- Armé-afdeling Grasser
- 18. Armee

November 1944 
- 16 Armee
- Armé-afdeling Kleffel
- 18. Armee

December 1944 
- 16. Armee
- 18. Armee

Den sovjetiske offensiv i Østpreussen

Slaget om Königsberg

Heiligenbeil lommen

### Kampagnen i Vestpreussen
Øverstkommanderende fra 27. januar 1945: Generaloberst Dr. Lothar Rendulic

Øverstkommanderende fra 12. marts 1945: Walter Weiss

Sammensætning:

Februar 1945 
- Armé-afdeling Samland
- 4. Armee

Sovjetiske Offensiv i Østpommern

Slaget ved Kołobrzeg

Kurlandkedlen

Den 25. januar 1945 omdøbte Hitler tre armégrupper. Heeresgruppe Nord blev til Heeresgruppe Kurland, hvilket var mere passende, da den var blevet afskåret fra Heeresgruppe Mitte og var indesluttet i Kurland, dvs. Letland. Heeresgruppe Mitte til blev til en ny Heeresgruppe Nord, og Heeresgruppe A blev til en ny Heeresgruppe Mitte.